# كريب (فلم)
كريب أو الخوف بالإنجليزية " Creep " يصنف كفيلم رعب وهو إنتاج بريطاني/ ألماني، أنتج في العام 2004، وهو من إخراج كريستوفر سميث.
الفيلم تمت مقارنته بفيلم بريطاني آخر تم إنتاجه في 1972، وهو فيلم خط الموت " Death Line " والذي إتخذت قصته أيضا من مترو أنفاق لندن مسرحا لها، والتي شملت آكلا للحوم البشر، لكن مخرج الفيلم كريب والذي صرح أنه لم يشاهد فيلم «خط الموت» قال أن قصة فيلمه «كريب» استوحاها من موقع لتصوير فيلم " An American Werewolf in London " والذي تم إنتاجه في 1981 والذي به أحداث تدور في مترو أنفاق لندن.

## قصة الفيلم
قصة الفيلم تدور ليلا وتتخذ في جلها من شبكة مترو الأنفاق في مدينة لندن في بريطانيا ساحة لها، حيث تقوم امرأة ألمانية شابة «كيت» (قامت بالدور الممثلة الألمانية فرانكا بوتنت) بمحاولة للحاق بصديقتها وحين لا تفلح في الحصول علي سيارة تاكسي تلجأ لركوب المترو، وهنا تجلس في محطة تشارينغ كروس ستايشن المركزية والتي يتواجد بها بعض المنتظرين لركوب القطار القادم، لكنها تنام لبعض الوقت علي كرس المحطة وحين تستيقظ تجد نفسها وحيدة (تقريبا) في المحطة وحين تحاول الخروج تجد الأبواب موصدة.
بطلة الفيلم بالتأكيد ليست بمفردها في شبكة مترو لندن والتي تتصل (حسب الفيلم) بشبكة قديمة من الممرات والأنفاق المخفية والتي ماعادت تستخدم حيث يمكث بها شخص مختل عقليا آكل للحوم البشر لايتحدث لغة بشرية يهوي القتل (يلعب الدور شون هاريس)، إضافة إلي الزوجان المشردان جيمي وماندي وكلبهما، كيت والتي تبدأ ليلتها المرعبة في تشارينغ كروس ستايشن وتتجول في الممرات المخفية تحت الأرض في محاولة الهرب من القاتل المعتوه حيث تعود لتجد نفسها في ذات المحطة مجددا.